# Владимир Кличко — Хасим Рахман
Владимир Кличко — Хасим Рахман — двенадцатираундовый боксёрский поединок в тяжёлой весовой категории за титулы чемпиона мира по версиям IBF, WBO и IBO, которые принадлежали Владимиру Кличко. Поединок состоялся 13 декабря 2008 года на стадионе САП-Арена (Мангейм, Германия).
Первоначально планировалось, что Владимир Кличко проведет обязательную защиту титулов против российского спортсмена Александра Поветкина. Однако за полтора месяца до боя Поветкин травмировал ногу, и в начале ноября ему на замену был подобран бывший чемпион мира по версиям WBC, IBF и IBO Хасим Рахман, который в 2005 году мог встретиться на ринге с Виталием Кличко — старшим братом Владимира. Однако из-за травм Виталия этот поединок был отменён, и Рахман начал упрекать его в трусости, что и стало одной из ключевых причин при выборе Рахмана для боя 13 декабря 2008 года.
Поединок проходил с преимуществом действующего чемпиона. На протяжении поединка Рахман проигрывал Кличко в скорости, а начиная с третьего раунда стал пропускать акцентированные удары оппонента. В 6-м раунде претендент попытался выровнять ход поединка, но, пропустив несколько ударов, оказался в нокдауне. В конце первой половины седьмого раунда Кличко зажал Рахмана в углу и начал наносить точные акцентированные удары, после чего рефери Тони Уикс остановил бой, и победа техническим нокаутом в 7-м раунде была присуждена украинскому спортсмену.
Бой собрал в среднем 9,67 миллионов зрителей в Германии на канале RTL и 10,3 миллионов зрителей на канале Интер.

## Предыстория
13 декабря 2008 года на базе стадиона SAP-Arena в Мангейме (Германия) чемпион мира в тяжёлом весе по версиям IBF (с 2006 года), WBO (с 2008 года) и IBO (с 2006 года) Владимир Кличко (51-3) должен был провести поединок-защиту своих титулов против обязательного претендента на титул IBF, непобеждённого российского боксёра Александра Поветкина (16-0). Однако, во второй половине октября 2008 года во время пробежки Поветкин надорвал связки на левой ноге (диагноз: повреждение связок и суставной сумки голеностопного сустава левой стопы), вследствие чего ему был наложен гипс, и он был вынужден прервать тренировочный процесс приблизительно на месяц.
После того как стало известно, что Поветкин не сможет выйти на поединок 13 декабря, команда Владимира Кличко начала искать для него нового противника. Среди рассматриваемых кандидатов были: американец Хасим Рахман (45-6-2), российско-американский боксер Олег Маскаев (35-6), американец Эдди Чемберс (32-1) и россиянин Султан Ибрагимов (22-1-1). Кандидатура Ибрагимова была сразу отклонена из-за того, что, во-первых, тот отдыхал от бокса, а во-вторых, для зрителей поединок-реванш не представлял интереса (первый поединок между Владимиром Кличко и Султаном Ибрагимовым состоялся в марте того же года). Попытки Маскаева и Чемберса лично вызвать на поединок Кличко-младшего также оказались безуспешными. Некоторые СМИ распространяли версию о том, что соперником Владимира Кличко может стать чемпион мира по версии WBA Николай Валуев. Однако из-за нехватки времени на согласование деталей контракта, подготовки к бою и его рекламированию этот вариант всерьёз не рассматривался.
В итоге в начале ноября соперником Владимира Кличко был выбран Хасим Рахман, который являлся экс-чемпионом мира по версиям WBC (2001, 2005—2006), IBF (2001) и IBO (2001). В 2005 году Хасим Рахман должен был стать соперником старшего брата Владимира — Виталия Кличко в бою за титул чемпиона мира по версии WBC, который принадлежал Виталию, но тот из-за неоднократных травм во время тренировочного процесса, полученных им на протяжении нескольких месяцев, был вынужден прервать карьеру профессионального боксёра. Хасим Рахман, узнав об этом, стал публично оскорблять Кличко-старшего, называя его «цыпленком по-киевски» и упрекая его в трусости и слабоволии. Этот факт, по мнению аналитиков, в итоге и стал ключевым при выборе Рахмана в качестве соперника для Владимира Кличко.
4 декабря, чуть более чем за неделю до поединка, Рахман уволил своего тренера Маршалла Кауффмана. Вместо него тренером Рахмана стал бывший чемпион мира Бадди Макгрит. По мнению самого Кауффмана, причина его увольнения состояла в том, что в среду он покинул тренировочный лагерь, чтобы присутствовать на поединке своего сына Трэвиса. Однако он сразу же уточнял, что предупреждал Рахмана об этом заранее.
За день до боя состоялась официальная процедура взвешивания боксёров, Владимир Кличко весил 111 кг, а Хасим Рахман — 115 кг.

### Прогнозы
Владимир Кличко, отзываясь о своем предстоящем сопернике, отмечал, что Рахман является сильным бойцом, более опытным, чем Поветкин, и «может удивить, причём спонтанно». В то же время, сам Хасим Рахман постоянно обещал победить Владимира Кличко и завоевать чемпионские титулы. Менеджеры боксёров были более сдержаны в своих высказываниях. Шелли Финкель, менеджер Владимира Кличко, выразил радость, что соперником Кличко стал Рахман, и назвал его «легитимным претендентом и известным боксёром». Менеджер Рахмана Стив Нельсон выразил надежду на то, что Хасим вернётся на родину в статусе чемпиона мира, и в то же время отметил, «что всё говорит в пользу того, что победу одержит Кличко». Тренер Владимира Кличко Эмануэль Стюард назвал удары Рахмана «сильными и опасными», а также выразил мнение, что он «гораздо опаснее Александра Поветкина».

Большинство экспертов бокса также были уверены в победе Владимира Кличко. Например, аналитик Ти-Кей Стюарт назвал этот поединок англ. mismstch (то есть бой соперников которые имеют разный уровень мастерства). В качестве аргументов Стюарт приводил то, что Рахман на протяжении последних трёх лет не провел ни одного поединка против «сильного соперника», а во втором поединке против Джеймса Тони 16 июля 2008 отказался продолжать поединок в третьем раунде. Среди аналитиков, которые верили в победу Рахмана или хотя бы давали ему на то шансы, основным аргументом была сила удара Рахмана. Эти аналитики предполагали, что претендент сможет несколько раз довести свой удар до челюсти Кличко, которая не отличалась прочностью, и нокаутировать его. Так, Дэн Эмброус говорил:
«Вне всяких сомнений, единожды или дважды за бой Хасиму удастся проверить на прочность подбородок Кличко, и далеко не факт, что чемпион выдержит».
Другой аналитик Майкл Норби утверждал:
«Рахман — панчер, и потому у него будет определённый шанс в этом поединке, но не более того».
Среди букмекеров также была уверенность в победе действующего чемпиона. Так например, в букмекерской конторе «William Hill» ставки на победу Владимира Кличко принимались с коэффициентом 1,1 к 1, в то время как на победу его оппонента — 5,5 к 1, самым маловероятным итогом поединка читалась ничья, её вероятность была оценена с коэффициентом 33 к 1.

## Ход поединка

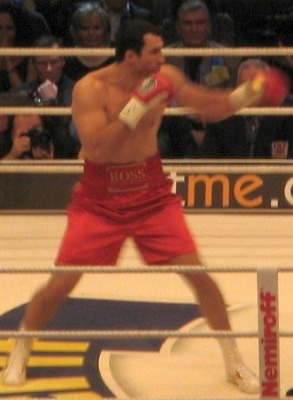
Владимир Кличко во время боя с Хасимом Рахманом

В первых двух раундах Владимир Кличко удерживал претендента на удобной для себя дальней дистанции, пробивая джебы (прямые удары) с левой руки, в то время как Рахман старался пройти на ближнюю дистанцию и пробить по корпусу чемпиона. Однако из-за мобильности и скорости своего соперника Хасим Рахман не успевал вовремя сблизиться для нанесения акцентированного удара, а потому его удары не доходили до цели.
В начале второй минуты третьего раунда Хасим Рахман стал спиной к канатам ринга и, высоко подняв руки, поставил защитный блок. Однако из-за притупившейся реакции и высокой скорости ведения боя со стороны Кличко Рахман продолжал пропускать его акцентированные удары. Кроме того урон ему также наносили и акцентированные удары, которые он принимал на защитный блок.
Начиная с четвёртого раунда Владимир Кличко увеличил темп боя и стал всё чаще выбрасывать джебы как с левой, так и с правой руки. Большая часть из них попадала по голове его соперника. По оценке аналитиков, к началу пятого раунда Хасим Рахман «растерял всякий боевой запал, явно разуверившись в своих силах — бой выглядел практически односторонним».
В начале первой минуты шестого раунда претендент попытался активизироваться и сократить дистанцию, но Владимир Кличко сразу же выпустил три коротких хука (боковых удара) с левой руки и джеб с правой руки, в результате чего через двадцать секунд после начала раунда Хасим Рахман оказался в нокдауне, но поднялся на счёт «8» и продолжил поединок. Кличко попытался добить Рахмана, но тот вновь стал у канатов и поднял защитный блок. Согласно статистике, в 6-м раунде Хасим Рахман смог довести до цели всего один удар, в то время как его визави нанес около тридцати точных ударов.
В перерыве между шестым и седьмым раундами рефери поединка Тони Уикс подошёл к Рахману и спросил, хочет ли тот продолжать поединок, а когда претендент заявил что хочет, Уикс предупредил, что если Рахман будет пропускать много ударов, то он остановит поединок. Спустя полминуты после начала 7-го раунда после нескольких акцентированных попаданий от Кличко Рахман отошёл к канатам. За 2 минуты 20 секунд до окончания раунда, после того как Кличко нанес ещё несколько безответных акцентированных ударов, Тони Уикс остановил поединок. В итоге победа техническим нокаутом в 7-м раунде (TKO7) была присуждена Владимиру Кличко.

### Судейские записки
| Счёт судейских записок (на момент остановки боя) | Счёт судейских записок (на момент остановки боя) | Счёт судейских записок (на момент остановки боя) | Счёт судейских записок (на момент остановки боя) | Счёт судейских записок (на момент остановки боя) | Счёт судейских записок (на момент остановки боя) |
| Вальтер Кавальери                                | Вальтер Кавальери                                | Роберт Хойл                                      | Роберт Хойл                                      | Манфред Кюхлер                                   | Манфред Кюхлер                                   |
| ------------------------------------------------ | ------------------------------------------------ | ------------------------------------------------ | ------------------------------------------------ | ------------------------------------------------ | ------------------------------------------------ |
| Владимир Кличко                                  | Хасим Рахман                                     | Владимир Кличко                                  | Хасим Рахман                                     | Владимир Кличко                                  | Хасим Рахман                                     |
| 60                                               | 47                                               | 60                                               | 53                                               | 60                                               | 53                                               |

### Статистика ударов
| Боксёр                                                       | Владимр Кличко | Хасим Рахман  |
| ------------------------------------------------------------ | -------------- | ------------- |
| Джебы (попадания/выпущено всего (процент попаданий))         | 134/251 (53 %) | 15/151 (10 %) |
| Силовые удары (попадания/выпущено всего (процент попаданий)) | 44/118 (37 %)  | 15/56 (27 %)  |
| Попаданий всего/Ударов всего (процент попаданий)             | 178/369 (48 %) | 30/207 (14 %) |

## Андеркарт
В таблице перечислены результаты всех поединков боксёров.
В каждой строке указан результат поединка. Дополнительно номер поединка обозначен цветом, который обозначает итог поединка. Расшифровка обозначений и цветов представлена в нижеследующей таблице.
| Пример | Расшифровка                     |
| ------ | ------------------------------- |
|        | Победа                          |
|        | Ничья                           |
|        | Поражение                       |
|        | Планируемый поединок            |
|        | Поединок признан несостоявшимся |
| КО     | Нокаут                          |
| ТКО    | Технический нокаут              |
| PTS    | Решение судей (по очкам)        |
| UD     | Единогласное решение судей      |
| MD     | Решение большинства судей       |
| SD     | Раздельное решение судей        |
| RTD    | Отказ от продолжения боя        |
| DQ     | Дисквалификация                 |
| NC     | Поединок признан несостоявшимся |

| Боксёр                     | Итог боя  | Боксёр                     | Примечания                                                                |
| -------------------------- | --------- | -------------------------- | ------------------------------------------------------------------------- |
| Владимир Кличко (51-3)     | TKO7 (12) | Хасим Рахман (45-6-2)      | Поединок за титулы чемпиона мира в тяжёлом весе по версиям IBF, WBO и IBO |
| Корнелиус Бандрейдж (28-4) | TKO5 (12) | Заурбек Байсангуров (19-0) | Рейтинговый поединок в первом среднем весе.                               |
| Вилли Фишер (35-6-1)       | KO4 (8)   | Эдуардс Калнарс (17-15)    | Рейтинговый поединок в тяжёлом весе.                                      |
| Риддик Боу (42-1)          | UD8 (8)   | Джин Пакелл (14-12-2)      | Рейтинговый поединок в тяжёлом весе.                                      |
| Робин Красники (25-2)      | UD6 (6)   | Ларс Буххольц (9-1)        | Рейтинговый поединок в полутяжёлом весе.                                  |
| Марио Прескар (13-0-2)     | RTD3 (6)  | Ханс-Йорг Бласко (7-1)     | Рейтинговый поединок в тяжёлом весе.                                      |
| Фаджон Мурати (3-0-2)      | UD4 (4)   | Омар Джатта (7-3)          | Рейтинговый поединок в полутяжёлом весе.                                  |

## После боя
После победы над Хасимом Рахманом Владимир Кличко должен был провести бой с бывшим абсолютным чемпионом мира в первом тяжёлом весе Дэвидом Хэем. Однако Хэй получил травму, и ему на замену вышел непобеждённый узбекский боксёр-профессионал Руслан Чагаев (25-0-1), который обладал титулом чемпиона мира по версии WBA. Титул Чагаева не был выставлен на кон в этом поединке: оспаривался титул чемпиона мира по версии американского боксёрского журнала The Ring. Поединок завершился после 9-го раунда победой украинского боксёра ввиду отказа Чагаева от продолжения поединка.
В июле 2011 года состоялся поединок между Кличко и Хэем (25-1), который к тому времени завоевал титул чемпиона мира по версии WBA. Этот поединок завершился победой Кличко единогласным судейским решением. После того как Кличко объединил чемпионские титулы по версиям WBA Super, IBF, WBO, IBO и The Ring, он провёл несколько успешных защит, в том числе против Александра Поветкина, после чего утратил все титулы, проиграв в ноябре 2015 года британцу Тайсону Фьюри (24-0). В 2017 году Кличко попытался вернуть себе титулы по версиям WBA Super, IBF и IBO в бою против Энтони Джошуа (18-0), но потерпел досрочное поражение, после которого завершил карьеру профессионального боксёра.
После поражения Владимиру Кличко Хасим Рахман провёл свой следующий поединок в марте 2010 года. Проведя пять победных поединков, 29 сентября 2012 года Хасим Рахман вышел в ринг против Александра Поветкина (24-0), пытаясь завоевать его титул чемпиона мира по версии WBA, но проиграл техническим нокаутом во 2-м раунде. После этого поражения Рахман провёл ещё один бой, в июне 2014 года проиграв новозеландцу Энтони Нансену (3-3) единогласным судейским решением в трёхраундовом поединке.

## Комментарии
1. ↑  На самом деле на момент боя на счету Владимира Кличко должно было быть на одну досрочную победу больше. Разночтения в рекорде Владимира Кличко возникли после его поединка с Бико Ботовамунгу 23 августа 1997 года, когда рефери остановил поединок, дисквалифицировав Ботовамунгу, затем результат встречи был изменён на победу Кличко техническим нокаутом. Однако на сайте BoxRec, который является одним из самых авторитетных статистических сайтов на данную тему, в отличие от других источников, результат остался прежним[1].